# Karlova Studánka
Karlova Studánka é uma comuna checa localizada na região de Morávia-Silésia, distrito de Bruntál‎.